# اینیاکی گارمندیا
اینیاکی گارمندیا (انگلیسی: Iñaki Garmendia؛ زادهٔ ۱۸ اوت ۱۹۸۱) بازیکن فوتبال اهل اسپانیا است.
از باشگاه‌هایی که در آن بازی کرده‌است می‌توان به باشگاه فوتبال میراندس اشاره کرد.